# Stade Populaire
Le stade Populaire ou le stade Popiler est un stade de football qui se trouve à Victoria la capitale des Seychelles. Ce stade est construit au début des années 1970 et accueille les matchs internationaux des Seychelles jusqu'à l'ouverture du Stade Linité en 1992. D'une capacité de 7 000 places, il comprend également une piste d'athlétisme. 

## Historique
Le stade Populaire est construit à Victoria au début des années 1970, il est inauguré en 1972 par la princesse Margaret. D'une capacité de 7 000 spectateurs, il est rénové pour les Jeux des îles de l'océan Indien 1993, et comprend alors une piste d'athlétisme de six couloirs. Des travaux d'un montant de 2,7 millions de roupies sont engagés en 2007 pour mettre le stade aux normes internationales en créant deux nouveaux couloirs.
En 2011, en préparation des Jeux des îles de l'océan Indien, la piste d’athlétisme est de nouveau refaite.

## Utilisations
Le stade accueille les rencontres de l'équipe nationale ainsi que les différentes phases finales des différentes coupes nationales jusqu'en 1992 et l'inauguration du Stade Linité. L'équipe nationale dispute cependant en 2006 le tournoi de l'indépendance dans ce stade.
Il est un des principaux équipements sportifs utilisés pour les Jeux des îles de l'océan Indien 1993 et ceux de 2011. Lors de cette compétition, il est utilisé pour les compétitions d'athlétisme et pour le tournoi de football.
Le stade accueille également des rencontres de la Coupe d'Afrique des nations des moins de 17 ans 2001, qui voit la victoire en finale, du Nigéria, sur le score de trois buts à zéro, face au Burkina Faso.
L'équipement devait recevoir les championnats d'Afrique australe juniors d’athlétisme en 2006 mais le mauvais état de la piste entraîne la délocalisation de la compétition à Maurice